# Juan de Astorga
Juan de Astorga Cubero (Archidona, 22 de agosto de 1777-Sevilla, 10 de septiembre de 1849) fue un escultor español especializado en imaginería religiosa.

## Biografía

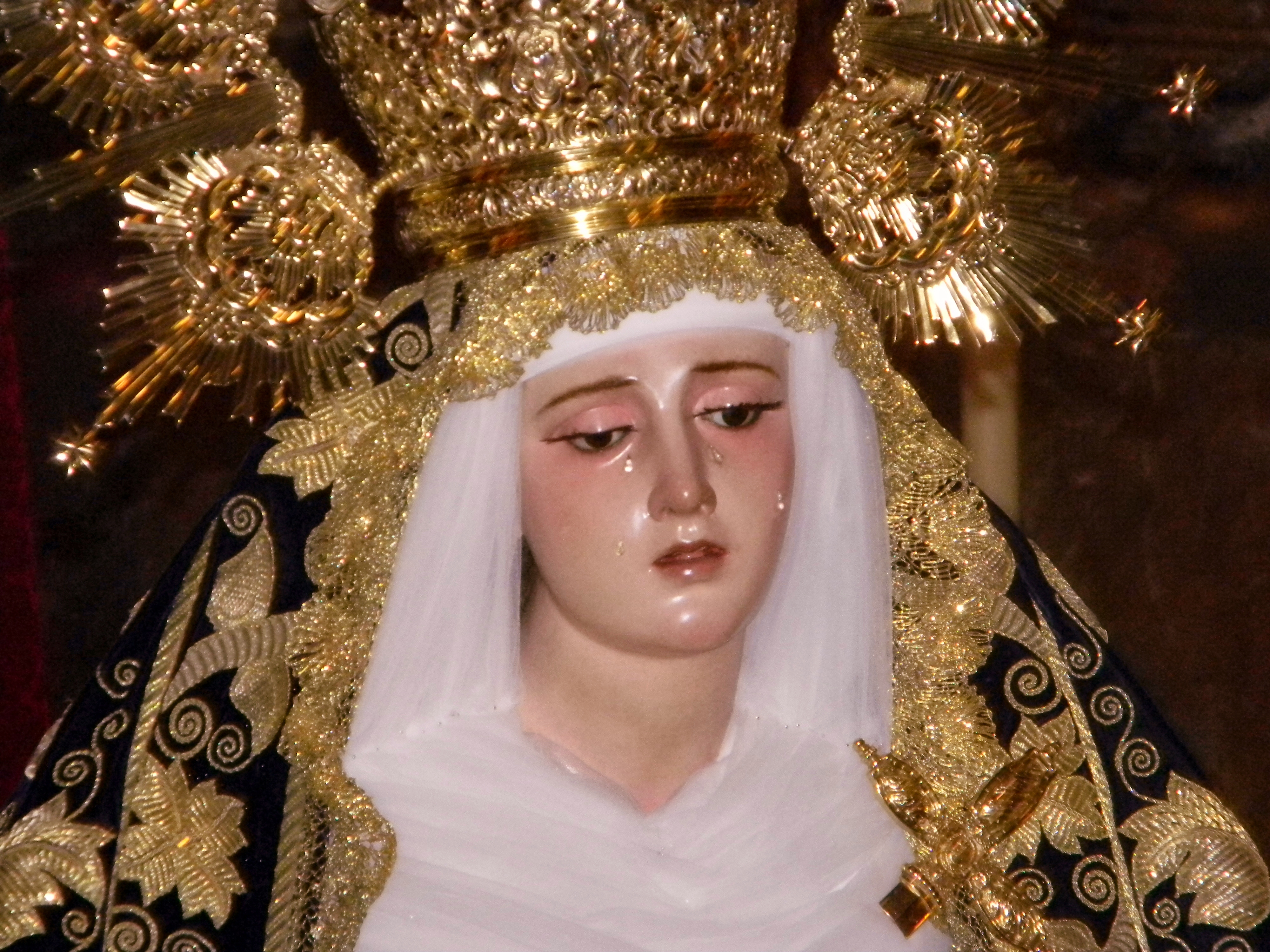
Virgen de la Presentación. Hermandad del Calvario. Sevilla.

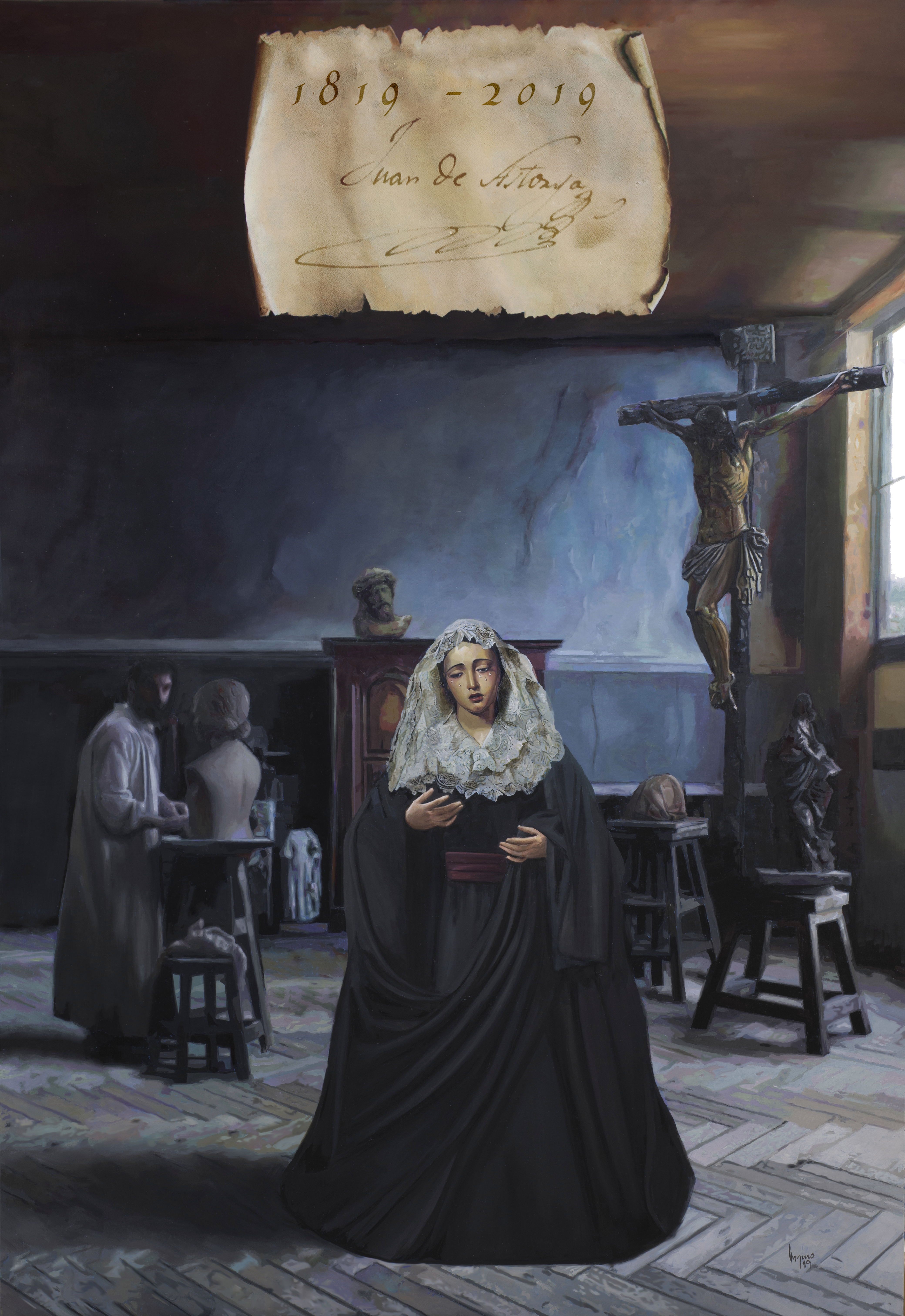
Taller de Juan de Astorga. Óleo sobre lienzo realizado en 2019 por Fernando Vaquero

Nació en Archidona, provincia de Málaga, el 22 de agosto de 1777. Fue bautizado en la Iglesia de Santa Ana de este municipio el 31 de agosto con el nombre Juan Sinforiano José. Fue el hijo primogénito de Francisco de Astorga y María Cubero.
Llegó a Sevilla entre 1789 y 1791. En 1793 comenzó sus estudios en la Real Escuela de Tres Nobles Artes. Entre 1795 y 1803 la Escuela suspendió sus clases. En este periodo, consta que Astorga vivió en las dos últimas casas en las que habitó Cristóbal Ramos, en la calle San Acasio (collación de la Magdalena) y en la calle Bolsa de Hierro (collación de San Pedro), por lo que la historiadora Carmen Montesinos ha sugerido que vivió en la casa de su maestro para continuar recibiendo instrucción.
Juan de Astorga y María Josefa Miranda contrajeron matrimonio en la Iglesia de Santa Catalina el 8 de junio de 1801. En 1802 tuvo a su primer hijo, Francisco, que se ordenó sacerdote en 1825 y que llegó a ser deán de la Catedral de Córdoba en 1865. En 1804 tuvo a su segundo hijo, Gabriel, que también sería escultor. Gabriel de Astorga realizaría importantes trabajos, tanto en imágenes nuevas, como en restauraciones de imágenes ya existentes.
En 1804 se trasladó a vivir a la calle Real (hoy Bustos Tavera, 1), en la collación de San Marcos.
En 1810 fue nombrado profesor ayudante de Escultura en la Escuela de Tres Nobles Artes. Ese año, ante el avance de las tropas francesas por el valle del Guadalquivir, los miembros de la Junta de Defensa se marchan a Cádiz, entre ellos el teniente de Escultura Martín Gutiérrez, lo que lleva a Astorga a ocupar su cargo de forma interina a partir del 10 de noviembre.
En 1812 fallece el director de Escultura de la Escuela, Blas Molner, por lo que Astorga pasa a ocupar su cargo hasta el regreso de Martín Gutiérrez, que pasará a ocupar la dirección con Astorga como teniente de dicha sección de forma efectiva.
Hacia 1812 pasará a residir en la calle Amor de Dios, número 37.
Entre 1818 y 1824 se matriculó en la especialidad de Arquitectura, lo que le permitió diseñar y labrar retablos, andas procesionales y algún otro montaje efímero.
En 1824 pasó a ser secretario de la Escuela, tras la enfermedad y renuncia de Joaquín Cabral y Bejarano.
El 20 de marzo de 1825 fallece el director de Escultura, Martín Gutiérrez, y el 9 de abril la dirección de la Real Escuela, reunida en Junta, nombra a Astorga director de esa sección. En 1827 trabajaba como director Escultura con la ayuda del teniente de la sección, Rafael Plagnol, y con su hijo Gabriel como profesor ayudante.
Un Real Decreto del 25 de julio de 1835 ordenó la supresión de algunos monasterios y conventos. El gobernador civil autorizó el nombramiento de una comisión para examinar, inventariar y recoger todo cuanto pudieran contener los archivos y bibliotecas de las instituciones suprimidas, así como las obras de arte que merecieran ser conservadas. En esta comisión estuvo Juan de Astorga.
Por Real Orden del 16 de septiembre de 1835 se mandó establecer en Sevilla un museo "con todos los objetos dignos de conservarse". A tal efecto se nombró una comisión llamada "de museo", presidida por el canónigo Manuel López Cepero, en la que también estuvo Astorga.
En 1839 fue uno de los que más contribuyó a la creación del Liceo Artístico sevillano, instalado en el antiguo Convento de San Pablo. El fin de esta institución, además de dar clases, era organizar certámenes y exposiciones.
En la década de 1840 se mudará a la calle Trajano, número 6.
En 1843 la regente María Cristina, en nombre de su hija, Isabel II, le dio a la Escuela el rango de Academia. Esta pasaría a llamarse Real Academia de Bellas Artes de Santa Isabel. En 1844 al profesor Juan de Lizazoaín se le ocurrió la realización de un monumento en señal de agradecimiento a la regente, presentando Astorga una propuesta.
En 1848 donó a la Academia un relieve titulado «Venus saliendo del mar rodeada de ninfas» y fue nombrado académico de mérito.
Se sabe que se hizo hermano de las Siete Palabras (17 de mayo de 1801), del Amor (16 de mayo de 1803), de la Sacramental de San Pedro (11 de abril de 1805), del Silencio (1 de agosto de 1828) y del Santo Entierro (19 de abril de 1829). En estas cuatro últimas, su grado de compromiso fue mayor, al desempeñar cargos en su Mesa de Gobierno.
Los trabajos de Astorga y otros artistas para la Hermandad del Santo Entierro se acometieron bajo el impuso del asistente de Sevilla, José Manuel de Arjona, teniente hermano mayor de la cofradía, y bajo el patrocinio de Joaquín Llorente, que aportó 75 000 reales que permitieron que la cofradía volviese a realizar su estación de penitencia en 1830, después de 33 años en los que no consta que hubiera procesionado.
Falleció el 10 de septiembre de 1849. Tuvo lugar una misa corpore insepulto en la Iglesia de San Miguel. Fue enterrado en el cementerio de San Sebastián.

## Estilo
En su estilo se aprecian el academicismo y el romanticismo.
En lo que respecta al academicismo, aprendió un dibujo correcto, mesura en las composiciones, evitar todo entusiasmo y afectación en la obra y ausencia de toda violencia en las actitudes y todo aquello que produjese movimientos exagerados o faltos de naturalidad. Astorga aprendería de sus maestros Cristóbal Ramos y Blas Molner el partir de una perspectiva barroca para enlazar con los nuevos ribetes academicistas. De la mano de sus maestros, llegaría a tener un gran conocimiento de las grandes figuras de la escultura andaluza: Montañés, Mesa, Roldán o Duque Cornejo. También aprendió de libros como «El Parnaso español, pintoresco y laureado» (Antonio Palomino, 1724), «Diálogos sobre las artes del diseño» (Cayetano Bottari, editado en español en 1801), «Las proporciones del cuerpo humano medidas por las más bellas estatuas de la antigüedad» (Gérard Audran, editado en español en 1780) y «Conversaciones sobre la escultura» (Nicolás de Arce, 1786). También consultó la Biblia para la creación de sus obras.
En lo que respecta al romanticismo de esta primera etapa, que durará hasta mediados del siglo XIX, se aprecia la valoración de lo nacional y lo regional. La religión vuelve a ocupar un lugar destacado frente a la razón del neoclasicismo. Para este artista, las cofradías son el motor que impulsa esa espiritualidad. Otro rasgo del romanticismo es el ideal de la mujer, lo que hizo que sus esculturas de la Virgen estuviesen dotadas una vida y de una belleza que no se puede explicar siguiendo el canon de la razón.

## Obras

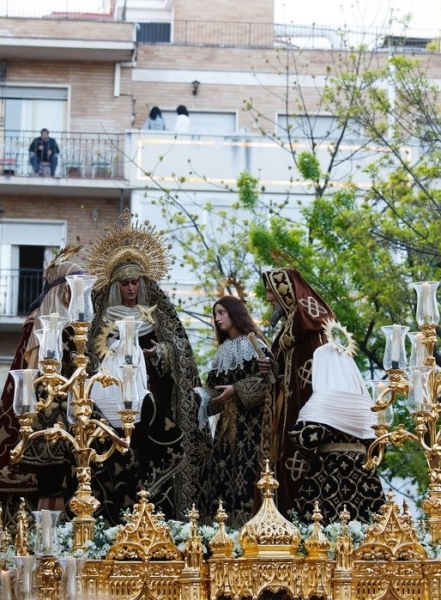
San Juan, las Tres Marías y los dos Santos Varones, realizados por Juan de Astorga, acompañan a la Virgen de Villaviciosa conformando el paso de misterio del Duelo. Hermandad del Santo Entierro. Sevilla.

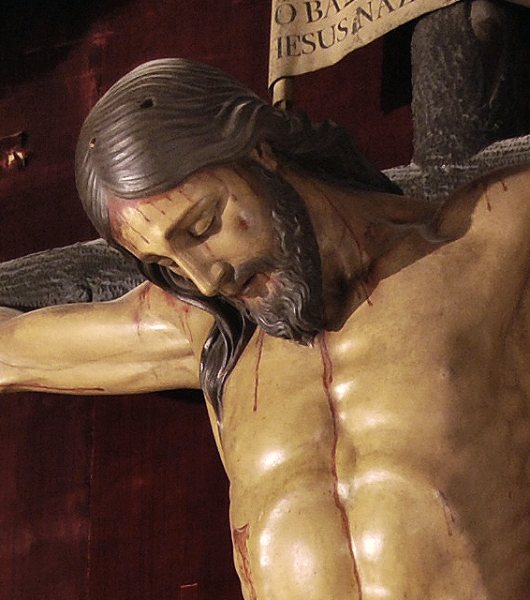
Cristo de la Providencia. Escuela de Cristo. Sevilla.

- 1804. Nuestra Señora de los Dolores. Iglesia de San Juan Bautista (San Juan de Aznalfarache). San Juan de Aznalfarache.[15]
- 1809-1811. San Juan Bautista niño. Convento de Santa Paula. Sevilla.[16]
- 1812-1815. San José. Iglesia de San Pedro. Sevilla.[16]
- 1812-1815. Virgen de los Dolores. Convento de los Capuchinos. Sevilla.[16]
- 1812-1815. Virgen del Subterráneo. Hermandad de la Cena. Iglesia de los Terceros. Sevilla.[16]
- 1813. Virgen del Mayor Dolor. Aracena, provincia de Huelva. Destruida en 1936.[16]
- 1813. Virgen de los Dolores. Iglesia de la Purísima Concepción. Galaroza, provincia de Huelva.[17][16]
- 1813. Andas procesionales para la Virgen del Rocío. Almonte, provincia de Huelva. Las actuales son de 1934, realizadas por Cayetano González.[18]
- 1814. Virgen de los Dolores. Isla Cristina, provincia de Huelva. Destruida en 1936.[16]
- 1816. Virgen de los Dolores. Hermandad Sacramental. Iglesia de Nuestra Señora de Belén. Gines, provincia de Sevilla.[19] El 7 de septiembre de 2008 fue coronada canónicamente por el arzobispo Carlos Amigo Vallejo.[20]
- 1817. Virgen de la Angustia. Hermandad de los Estudiantes. Capilla de la Universidad de Sevilla.[19]
- 1818. Virgen de los Dolores en su Soledad. Hermandad del Santísimo. Villaverde del Río, provincia de Sevilla.
- 1818. Cristo de la Providencia. Escuela de Cristo. Sevilla.[19]
- 1818. Cristo de la Descensión. Hermandad del Santo Entierro. Sanlúcar la Mayor, provincia de Sevilla.[19]
- 1819. Catafalco en honor a Isabel de Braganza.[19]
- 1819. Virgen de la Esperanza. Hermandad de la Trinidad. Basílica de María Auxiliadora. Sevilla.[19] Fue coronada canónicamente el 10 de junio de 2006 por el arzobispo Carlos Amigo Vallejo. En 2007 el Ayuntamiento y el Arzobispado aprobaron que fuese la patrona de la Policía Local de Sevilla.[21]
- 1819. Virgen del Buen Fin. Hermandad de la Lanzada. Iglesia de San Martín. Sevilla.[19]
- 1819. Virgen de los Dolores. Hermandad del Gran Poder. Iglesia de Santa María de Gracia. Camas, provincia de Sevilla.[19]
- 1819. Andas para la Virgen de las Mercedes. Ermita de Nuestra Señora de las Mercedes. Bollullos Par del Condado, provincia de Huelva. Destruidas en 1936.[22]
- 1819-1820. Virgen Dolorosa. Iglesia de Nuestra Señora de la Consolación. El Coronil, provincia de Sevilla.
- 1823. Arco de la calle del Ángel. Con motivo de la visita de Fernando VII a Sevilla el 8 de octubre el Ayuntamiento acordó levantar tres arcos triunfales, encargando el de la calle del Ángel a la Real Universidad Literaria. Esta encomendó a Juan de Astorga su realización.[23]
- 1827. Relieve de la Asunción de la Virgen. Boceto en barro cocido policromado que se conserva en la Catedral de Sevilla. Este diseño iba a ir en el tímpano de la portada principal de la catedral, pero por motivos económicos el proyecto no se realizó en aquel entonces. Finalmente, la portada fue decorada a finales del siglo XIX por Ricardo Bellver.[24]
- 1827. Retablo de San Juan. Nave de la epístola de la Iglesia de San Miguel. Sevilla. Desaparecido.[23]
- 1827. San Jerónimo. Convento de Santa Paula. Sevilla. Copia del original de Torrigiano. Se conserva un boceto de barro en el museo del convento y la versión terminada en el coro bajo.[23]
- 1828. Virgen del Mayor Dolor. Hermandad del Cristo de la Buena Muerte. Iglesia de Nuestra Señora de los Remedios. Ceuta.[23]
- 1829. Retablo mayor. Iglesia de San Miguel. Desaparecido.[23]
- 1829. Catafalco en honor a María Josefa Amalia de Sajonia.[23]
- 1830. San Juan, las Tres Marías y los dos Santos Varones y andas procesionales. Hermandad del Santo Entierro. Iglesia de San Gregorio. Sevilla.[25]
- 1830. Estanterías de madera de pino para el Archivo General de Indias. Sevilla.[26]
- 1834. Retablo mayor y de la nave de la Epístola del Oratorio de San Felipe Neri. Desaparecidos.[26]
- 1839. Virgen de la Presentación y San Juan Evangelista. Hermandad del Calvario. Iglesia de la Magdalena. Sevilla.[26]
- 1839. Virgen de los Dolores. Iglesia de Santiago el Mayor. Hinojos, provincia de Huelva.[26]
- 1840. Virgen de la Soledad. Hermandad de la Humilad. Iglesia del Convento de Nuestra Señora del Carmen. Osuna, provincia de Sevilla.[26]
- 1840-1843. Virgen de la Soledad. Iglesia de San Ildefonso. Sevilla.[26]
- 1843. Proyecto de un monumento en la Real Academia de Bellas Artes de Santa Isabel en agradecimiento a la regente María Cristina por haber elevado a la Escuela al rango de Academia.[27]
- 1845. Venus saliendo del mar rodeada de ninfas. Relieve en yeso para la Real Academia de Bellas Artes de Santa Isabel. Desaparecido.[27]

### Obras firmadas por Juan de Astorga pero sin fechar
- Inmaculada Concepción. Iglesia de Nuestra Señora de los Remedios. Estepa, provincia de Sevilla.[28]
- Virgen de los Dolores. Hermandad de Jesús. Iglesia de Santa María de las Nieves. La Algaba, provincia de Sevilla.[28]
- Ángeles lampareros. Realizados para iluminar dos cuadros de Herrera el Viejo que existían en la capilla del Convento de San Agustín. Sevilla.[28]

### Obras atribuidas
- Sagrado Corazón de Jesús, en forma de Buen Pastor niño. Capilla del Sagrario de la Iglesia de Nuestra Señora de la Antigua. Almensilla, provincia de Sevilla.[29]
- Niño Jesús en actitud de Salvador. Capilla Bautismal de la Iglesia de Nuestra Señora de la Encarnación. Bormujos, provincia de Sevilla.[29]
- Virgen de las Nieves. Iglesia de Santa María la Blanca. Sevilla.[29]
- Virgen de Loreto. Hermandad de Nuestra Señora de Loreto. Iglesia de San Pedro. Jerez de la Frontera, provincia de Cádiz.[29]
- Virgen de la Soledad. Hermandad del Cristo del Amor. Iglesia de San Martín. Bollullos de la Mitación, provincia de Sevilla.[29]
- Virgen Dolorosa. Iglesia de la Inmaculada. Gerena, provincia de Sevilla.[29]
- San Luis Gonzaga. Iglesia de la Inmaculada Concepción. Galaroza, provincia de Huelva.[29]
- Virgen de la Soledad. Hermandad de la Soledad de Pilas (Sevilla).
- Nuestra Señora de los Dolores. Hermandad Sacramental de San Juan Bautista de San Juan de Aznalfarache (Sevilla).